# John McLaughlin (apresentador)
John McLaughlin (Rhode Island, 29 de março de 1927 – Washington D.C., 16 de agosto de 2016) foi um personalidade de televisão e comentador político estadunidense. Ele criou, produziu e apresentou a série de comentários políticos de The McLaughlin Group. Ele também produziu e apresentou John McLaughlin One On One, que decorreu entre 1984 e 2013.